# Johns Hopkins University Press
Die Johns Hopkins University Press (auch bekannt als JHU Press oder JHUP) ist ein Universitätsverlag. Er ist Bestandteil der Johns Hopkins University mit Sitz in Baltimore im US-amerikanischen Bundesstaat Maryland. Der Verlag wurde 1878 gegründet und ist damit der älteste, durchgehend betriebene Universitätsverlag in den Vereinigten Staaten.
Daniel Coit Gilman, der erste Präsident der Johns Hopkins University, gründete 1878, nur gerade zwei Jahre nach deren Gründung, das Verlagsbüro der Universität. Schon im ersten Jahr wurde das American Journal of Mathematics herausgegeben und im zweiten folgte das American Chemical Journal. 1880 erschien das American Journal of Philology. Das erste Buch, Sidney Lanier: A Memorial Tribute, wurde 1881 zu Ehren des amerikanischen Dichters herausgegeben. 1891 wurde der Verlag in Johns Hopkins Press umbenannt und 1972 nahm er seinen heutigen Namen an.  Nach mehreren Umzügen innerhalb und außerhalb des Campus der Johns Hopkins University bezog der Verlag im Jahr 1993 sein gegenwärtiges Domizil im Stadtviertel Charles Village. Dort ist der Verlag in einer ehemaligen, 1897 erbauten, katholischen Kirche untergebracht.
JHU Press publiziert heute jährlich etwa 200 Bücher und rund 60 Wissenschaftszeitschriften. Seit 1993 betreibt der Verlag das Project MUSE, ein Online-Archiv für über 380 wissenschaftliche Zeitschriften.